# Kleine Kolonie
Kleine Kolonie (Nedersaksisch: Kleine Klunje) is een buurtschap in de Nederlandse gemeente Nunspeet, gelegen in de provincie Gelderland. Het ligt 2 kilometer ten zuidwesten van Elspeet.
Dorpen: Nunspeet · Elspeet · Hulshorst · Vierhouten

Buurtschappen: Grote Kolonie · Kleine Kolonie · Oosteinde · Westeinde · Zoom · Zwarte Goor

Gelderland: Steden en dorpen in Gelderland      Nederland: Provincies · Gemeenten